# Christian Mayrleb
Christian Mayrleb (* 8. Juni 1972 in Wels) ist ein ehemaliger österreichischer Fußballspieler, der danach als -trainer in Erscheinung tritt.

## Karriere

### Vereinskarriere
Mayrlebs Karriere begann bei der Jugendmannschaft des SK VÖEST Linz, wo er als Achtjähriger seine Karriere als Torhüter begann und erst im Laufe der Jahre als Feldspieler eingesetzt wurde. Nachdem der gelernte Maurer und Zimmermann in den Jahren 1990 und 1991 zwei Ligaspiele für die erste Kampfmannschaft des FC VOEST Linz absolviert hatte, spielte er drei Jahre lang bei der SV Ried, die er in der Saison 1991/92 durch ein Last-Minute-Tor gegen Donaufeld vor dem Abstieg aus der 2. Division bewahrte. 1994 wechselte er zum FC Admira/Wacker. 1996 folgte der Transfer zum FC Tirol Innsbruck. Nach starken Auftritten mit den Tirolern im UEFA-Pokal gegen Mannschaften wie Celtic Glasgow, wurden Klubs von der britischen Insel auf „MacMoarlie“, wie ihn seine Mitspieler liebevoll nannten, aufmerksam und so wechselte er 1998 zu Sheffield Wednesday in die englische Premier League, wo er sich jedoch nie durchsetzen konnte. Er wurde deshalb schon nach einem halben Jahr wieder vom Verein abgegeben.
Nach dem glücklosen Inselaufenthalt kehrte er nach Österreich zurück und unterschrieb einen Vertrag bei der Wiener Austria. Bei den „Veilchen“ spielte er vier Jahre (1998–2002), bevor er im Jänner 2003 für zwei Jahre zu Pasching wechselte. Während seiner Zeit bei der Austria sorgte er im Herbst 2000 für Aufsehen, als er gegen Schwarz-Weiß Bregenz, nach einer ursprünglich als Fair-Play-Aktion geplanten Rückgabe der Austria zum Tormann der Bregenzer, den Ball annahm und ein Tor erzielte. Dieses Verhalten gilt als Verstoß gegen ungeschriebene Fair-Play-Regeln. Dies führte im Endeffekt dazu, dass das Spiel nach Intervention des damaligen Austria-Geschäftsführers Frank Stronach wiederholt wurde, was der Austria im Endeffekt drei Punkte kostete. Bis zu diesem Zeitpunkt war es die erste und einzige Neuaustragung in der Geschichte der österreichischen Fußball-Bundesliga. Nach dem Spiel in Bregenz, bei dem es zahlreiche Ausschlüsse und sogar eine Attacke durch Lars Unger auf den Austria-Trainer Heinz Hochhauser sowie zahlreiche strittige Situationen und aufgebrachte Zuseher auf dem Spielfeld gab, musste Mayrleb durch das Fenster auf der Fahrerseite in den von aufgebrachten Zuschauern attackierten Mannschaftsbus einsteigen während andere Mannschaftskollegen in Gendarmeriebussen vom Stadion gebracht wurden.
Beim FC Superfund Pasching wurde er in der Saison 2004/05 mit 21 Treffern österreichischer Torschützenkönig. Im Spieljahr 2005/06 spielte er beim FC Red Bull Salzburg und kehrte anschließend in der Saison 2006/07 zu Pasching zurück.
Im November 2006 gab Mayrleb eine positive Dopingprobe ab. Er nahm regelmäßig das auf der Dopingliste stehende Blutdruckmedikament CoDiovan, das er von einem Arzt von Red Bull Salzburg verschrieben bekommen hatte. Die Schiedskommission der Bundes-Sportorganisation sprach ihn frei, weil zwar objektiv ein Doping-Vergehen vorlag, ihn aber keine Schuld treffe. Salzburg und Pasching wurden zu Geldstrafen verurteilt.
Nach einem Jahr bei den Paschingern wechselte der Vater von drei Töchtern im Sommer 2007 zum LASK Linz. In der Winterpause der Saison 2010/11 beendete Mayrleb seine Profikarriere und ging in die drittklassige Regionalliga Mitte zum FC Pasching. Nachdem er ursprünglich im Sommer 2011 seine Karriere komplett beenden und ins Trainergeschäft einsteigen wollte, vermeldete der ATSV Stadl-Paura im Juli Mayrlebs Verpflichtung. Ende April 2019 ist Mayrleb als Trainer von ATSV Stadl-Paura zurückgetreten.

### Als Stammkraft in der Fünftklassigkeit
Bereits im ersten Vorbereitungsspiel auf die Saison 2011/12 debütierte Mayrleb am 22. Juli 2011 bei einer 0:1-Testspielniederlage gegen den SK Asten. Nachdem er in vier der fünf Vorbereitungsspiele gestartet war und dabei vier Tore erzielt hatte, startete er mit der Mannschaft in die eigentliche Saison 2011/12. Sein Debüt gab er dabei noch in der ersten Runde, als er bei der 1:2-Auswärtsniederlage gegen den FC Braunau über die volle Spieldauer am Feld war. Zu seinem ersten Pflichtspieltreffer für Stadl-Paura kam er in der darauffolgenden zweiten Runde beim 2:1-Heimsieg über die Union Esternberg. In der 12. Meisterschaftsrunde, einem 2:0-Auswärtssieg über den SK Schärding am 5. November 2011, war Maryleb zum ersten Mal als Trainer der Mannschaft im Einsatz, setzte sich selbst von Beginn an ein, erzielte in der 35. Spielminute den 1:0-Führungstreffer, bekam acht Minuten später die gelbe Karte und wechselte sich in Minute 73 selbst aus. Nachdem er mit der Mannschaft an der Frühjahrsvorbereitung teilgenommen hatte, wobei er unter anderem in einem Testspiel einen Hattrick beisteuerte, Am Ende der Saison 2011/12 rangierte er mit der Mannschaft auf dem achten Platz der Landesliga West und war dabei in 20 der insgesamt 26 Ligaspiele seiner Mannschaft im Einsatz, wobei er zwölf Tore beisteuerte.

### Übernahme des Traineramts bei Stadl-Paura
Nachdem er seit Saisonbeginn 2012/13 als sportlicher Leiter des Vereins agiert hatte, übernahm er Ende Oktober 2012 das Traineramt des oberösterreichischen Fünftligisten und löste dabei den bisherigen Cheftrainer Albert Kabashi ab. Sein Amt als Sportchef legte er dabei ganzheitlich nieder, um sich auf die Tätigkeit als Trainer zu konzentrieren, wobei er vorerst lediglich bis zum Sommer 2013 im Amt als Cheftrainer bleiben sollte. Fast auf den Tag genau ein Jahr, nachdem er bereits in einer Pflichtspielbegegnung kurzfristig als Spielertrainer eingesprungen war, gab er am 3. November 2012 sein Pflichtspieldebüt als Trainer von Stadl-Paura. Im Laufe der Saison, die der Fünftligist auf dem vierten Tabellenplatz abschloss, kam Christian Mayrleb in keinem einzigen Spiel seiner Mannschaft zum Einsatz, sondern agierte lediglich als sportlicher Leiter und später als Trainer. Einzig der Reservemannschaft, die in dieser Saison überlegen Meister wurde, stand er in einen Ligapartie als Spieler zur Verfügung, wurde in dieser jedoch nicht eingesetzt. In der nachfolgenden Saison 2013/14 wurde er mit dem Verein aus Stadl-Paura sehr überlegen Meister der fünftklassigen Landesliga West, wobei die Mannschaft bei 26 Ligaspielen lediglich eine einzige Niederlage hinnehmen musste und am Ende 27 Punkte Vorsprung auf den Zweitplatzierten und eine Tordifferenz von +64 Toren vorweisen konnte. Im Kader, der mittlerweile noch mehr ehemalige Profispieler als in der vorangegangenen Saison aufwies, setzte er sich auch 2013/14 nicht selbst ein und war ausschließlich als Trainer tätig.
Nach dem Aufstieg in die viertklassige OÖ Liga schaffte das von Mayrleb trainierte Team souverän den weiteren Aufstieg in die Regionalliga Mitte, eine von drei parallel laufenden Staffeln der österreichischen Drittklassigkeit, am Ende der Saison 2014/15. Einsätze blieben auch in dieser Saison bei der ersten Kampfmannschaft aus, jedoch kam er in einer Partie der Reservemannschaft, die ab diesem Jahr als ATSV Stadl-Paura Juniors am Spielbetrieb der achtklassigen oberösterreichischen 2. Klasse Südost teilnahmen, zum Einsatz und steuerte in diesem Spiel ein Tor bei. Die Juniors wurden am Saisonende ebenfalls Meister und stiegen daraufhin in die 1. Klasse Süd auf. Insgesamt stand er den Juniors in dieser Saison in zwei Spielen zur Verfügung, wurde jedoch nur in einer eingesetzt und saß in der anderen ohne Einsatz auf der Ersatzbank. In der ersten Spielzeit in der Regionalliga brachte er es mit der Mannschaft auf den siebenten Tabellenplatz und war dabei nur vier Punkte vom Drittplatzierten entfernt. Die Juniors, bei denen er jedoch in keinem Spiel eingesetzt wurde, schafften den abermaligen Aufstieg und spielen seit der Saison 2016/17 in der sechstklassigen Bezirksliga Süd. Mit der von ihm trainierten ersten Kampfmannschaft rangiert er nach aktuell elf absolvierten Meisterschaftsrunden (Stand: 1. Oktober 2016) auf dem zweiten Tabellenplatz der Regionalliga Mitte.

### Nationalmannschaftskarriere
Christian Mayrleb absolvierte 29 Spiele für das österreichische Nationalteam und schoss dabei sechs Tore. Sein Debüt feierte er am 19. August 1998 beim 2:2 gegen Frankreich, als er in der 71. Minute für Mario Haas eingewechselt wurde. Sein erster Treffer gelang ihm beim 4:1-Erfolg über San Marino.

## Titel und Erfolge
- Torschützenkönig in der österreichischen Bundesliga 2005
- Rekordtorschütze des ASKÖ Pasching mit 49 Toren
- Bester Torschütze der Wiener Austria (1999, 2000, 2001, 2002)
- Bester Torschütze des ASKÖ Pasching (2004, 2005, 2007)
- Bester Torschütze des LASK (2009)
- Vizemeister mit Red Bull Salzburg 2006